# Dhyana

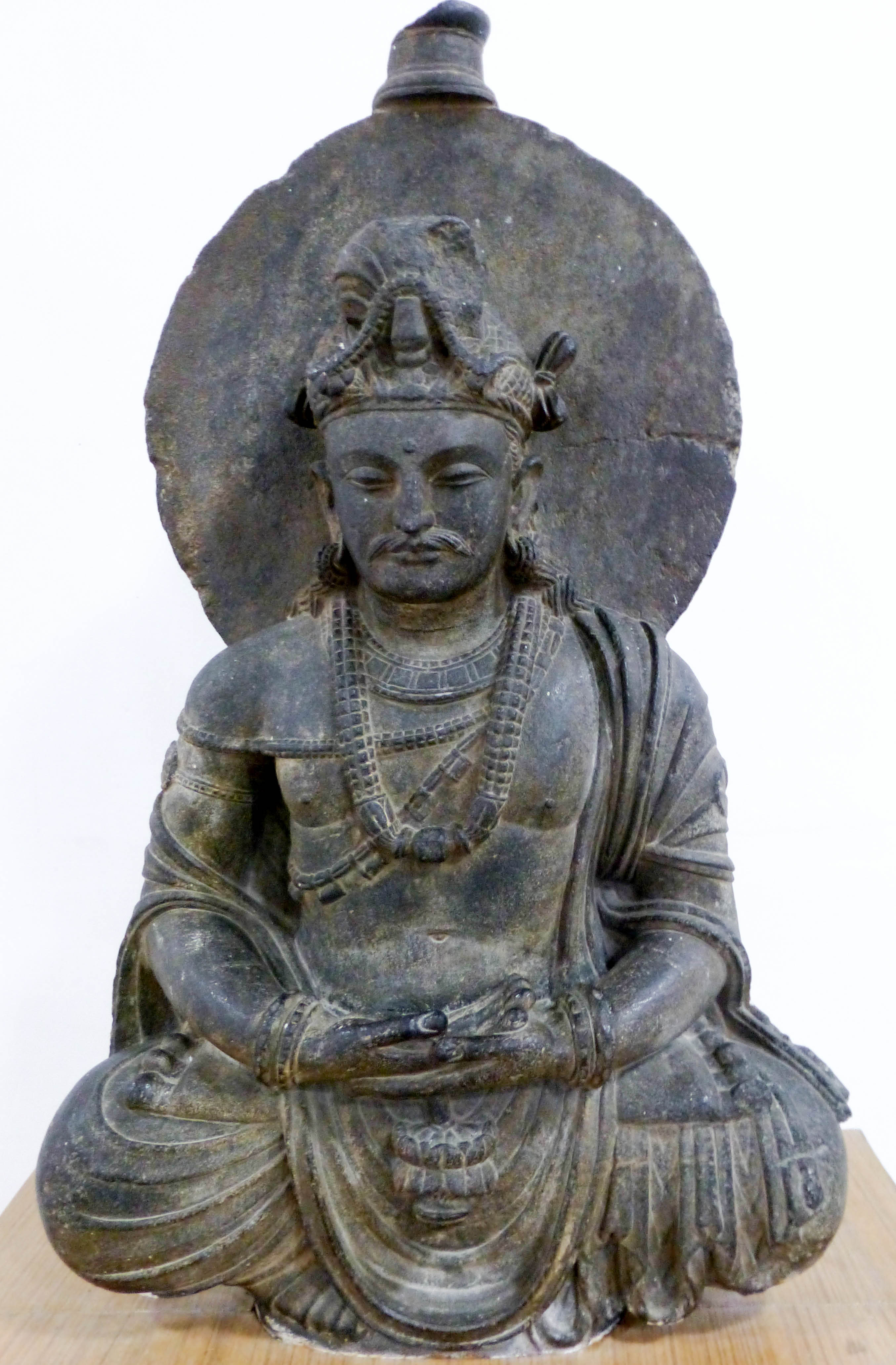
Bodhisattva assegut en meditació. Sahr-i-Bahlol, Khyber Pakhtunkhwa, Pakistan

Dhyāna (romanitzat: jhāna; xinès simplificat: 禅; zen (禅); vietnamita thiền; tibetà: སམ ་གཏན , wylie: bsam gtan, THL: Samten) és un terme sànscrit que correspon al ioga sūtra de Patanjali, al seté membre (aṅga) del ioga. Aquest terme es refereix als estats de concentració que es practiquen en l'hinduisme, el budisme i el jainisme. Sovint es tradueix com 'absorció', tot i que etimològicament vol dir simplement 'meditació' o 'contemplació'. El terme meditació s'utilitza hui per a designar moltes tècniques a Occident, i és semblant a la "vigilància" en psicologia o filosofia.  Històricament i per al subcontinent indi, el terme dhyana és el més utilitzat.
El Patanjali, el compilador del ioga sūtra, el fa una etapa preliminar del samādhi. Els dos termes es bescanvien per a designar aquests estats de consciència "transcendents". Per exemple, les traduccions Ch'an al xinés, Sŏn al coreà, Thiền al vietnamita i Zen al japonés són noms d'escoles budistes dhyana, derivades les unes de les altres, en què dhyana adquireix aquest sentit fort de samādhi.
Es troba més sovint, en el budisme, el terme pāli jhāna, perquè els ensenyaments que s'hi vinculen són més aviat una preocupació de l'escola Theravāda.(2)

## En el budisme

### Theravada
Aconseguir jhānas es relaciona amb el desenvolupament de la tranquil·litat i la saviesa (vegeu Samatha bhavana). Hi ha cinc jhanas de la forma física pura o esfera, i quatre jhanas en meditació sobre regnes immaterials. Anapanasati és la tècnica principal per accedir als jhānas, i la meditació metta n'és una altra. Aquests jhanas es diferencien segons el "factors" que els caracteritzen:
- Aplicació inicial (moviment de la ment cap a l'objecte de meditació): vitakka;
- Aplicació sostinguda (captura de l'objecte per la ment): vicāra;
- Alegria: llàstima;
- Felicitat: sukha;
- Enfocament d'un punt: ekaggata;
- Equanimitat: upeksa.

Per assolir-ho, els jhānas necessiten eliminar cinc traves:
- el desig dels sentits (kāmacchanda);
- ira o animositat (vyāpāda);
- mandra o letargia (thīna-middha);
- inquietud o remordiment (uddhacca-kukkucca);
- dubte (vicikicchā).

Els cinc jhānas del món de la forma tenen factors diferents; sovint se'n redueixen a quatre (sense tenir en compte un estat intermedi entre el primer i el segon, sense vitakka, però amb una mica de vicāra):
1. primer dhyana: vitakka, vicāra, piti, sukha i ekaggata (el món dels cinc sentits està completament transcendit);
2. segon dhyana: piti, sukha i ekaggata (no hi ha més moviment de la ment, només se sent alegria i felicitat).
3. tercer dhyana: sukha i ekaggata (només en resta felicitat).
4. quart dhyana: upeksa i ekaggata (equanimitat pura, hi ha un cessament temporal de la respiració en aquest estat).

Aquests dos factors, l'equanimitat i la concentració, continuaran en els 4 jhānas sense forma o no físics.
Els quatre àmbits immaterials de la meditació són:
1. l'esfera de l'espai infinit
2. l'esfera de la consciència infinita
3. l'esfera del no-res. El practicant experimenta l'exclusió de les percepcions, tret de la seua consciència plenament feliç.
4. L'esfera del despertar; l'abolició de la frontera entre la percepció i la no-percepció.

### Mahayana

#### Chan, soen,thieni zen
El dhyana és una paramita: una perfecció o virtut. Chan és la traducció al xinés del terme dhyâna, i els termes seon o sǒn, thiền i zen són transliteracions del xinés, respectivament al coreà, vietnamita i japonés. En aquestes escoles, la pràctica correspon a la meditació en posició asseguda; zazen (de genolls) al Japó i Corea, les cames encreuades a la Xina i al Vietnam, en què la postura dels genolls es considera que talla els canals d'energia.
El dhyâna es presenta com la pràctica triple de sila, samadhi i prajna.(3)

## En l'hinduisme
Històricament, els mantres repetits, la visió dels yantres o divinitats són meditacions en l'hinduisme. El Patanjali mostra el seu ensenyament sobre el dhyana. La primera aparició de la paraula dhyana data del segle VII abans de la nostra era i es deu als Upanixads.

### En el ioga de Patanjali
El mot dhyana es detalla per la meditació profunda amb la ment concentrada i el control de la respiració, és a dir, els pranaiamas.
El dhyana és llavors el penúltim dels vuit "membres" de Rāja Yoga descrit pel Patanjali del ioga sūtra (del segle II abans de la nostra era). Aquest pas forma part d'una pràctica molt més àmplia basada en l'observança simultània de les vuit direccions anomenades ashtānga ioga.

### Per aAdi Xankara
La meditació o dhyana recomanada per Adi Xankara (del segle VIII), un dels grans mestres ioguis de l'Índia, és el camí que empren moltes escoles hui per unir-se amb el Tot: el Brahman. Es busca la calma mental i física, així com passar al quart nivell dels asrams, és a dir, renunciar a la vida civil i esdevenir asceta.

### Sri Aurobindo
El dhyana significa, per al famós guru de Pondicherry, un flux ininterromput de la consciència sobre un objecte concret.

## En el jainisme
En el jainisme, el terme dhyana fa referència a un exercici de concentració; samayika, meditació; i kayotsarga és el mot per a la contemplació. Hui, després d'una investigació important al llarg dels segles, els dirigents dels corrents jainistes desaconsellen una meditació massa concentrada que pot provocar dolor o crear onades de maldat interior. S'han engegat noves meditacions, que no impliquen tant d'esforç com l'antiga meditació jainista. El dhyana, però, forma part dels deures diaris. Et permet desfer-te de la pols kàrmica que envaeix l'ànima.

## Estudi científic
Al 2023, un grup de científics va poder observar diferents patrons d'activitat al cervell durant la fase de meditació dhyana. Gràcies a la seua recerca, es va poder desenvolupar noves teràpies d'intervenció innovadores per a tractar problemes de salut mental i promoure el benestar en general.